# Martin Dumollard
Martin Dumollard, llamado "L'assassin des bonnes", fue un asesino en serie de Francia. Su proceso aparece registrado en la National Police Gazette publicada en 1862 y su caso es descrito en una compilación de eventos famosos criminales titulado "Causes célèbres de tous les peuples", escrito por Armand Fouquier.
Ningún indicio o prueba y ninguna declaración de testigos de los recolectados durante el proceso de su caso ante la justicia, sugiere o menciona que Dumollard, además de violar y estrangular a sus víctimas, bebiera su sangre; pero hace parte de las leyendas relacionadas con el vampirismo y así algunos lo mencionan como "el vampiro de Lyon".

## Biografía
Nacido en Tramoyes, distrito de Trévoux, hacia el año 1810, hijo de Jean-Pierre Dumollard, húngaro, y Josèphe Rey, francesa, Martin Dumorlland quedó huérfano de padre a los cuatro años al ser este ejecutado por la justicia austriaca en Padua, por un crimen cometido en Austria y de lo cual había intentado huir durante varios años, refugiándose con su familia en Francia e Italia. La viuda del ajusticiado volvió con su hijo de nuevo a Francia y la infancia de Dumollard fue miserable, creciendo entre la delincuencia y la mendicidad.

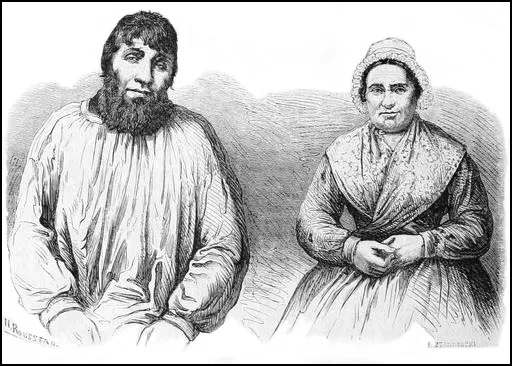
Los esposos Durmollard 1861.

Ya adulto, se casó con Marianne Martinet y se estableció en Dagneux en la región de Lyon, en donde cometerá sus crímenes con la complicidad activa de su esposa durante casi diez años, hasta abril de 1860, cuando una de sus víctimas, Marie Pichon, consiguió escapar y relató todo lo ocurrido a la gendarmería de Montluel. Gracias a la descripción de Marie, Dumollard fue detenido el 3 de junio de y se realizó un juicio en enero de 1862, que Dumollard enfrentó con gran frialdad y calma, negándolo todo hasta el final y tratando de inculpar de los asesinatos a dos presuntos cómplices, reconociendo únicamente su responsabilidad en la captación de las víctimas. 
Durante la instrucción, gracias a las declaraciones de testigos y a la confesión parcial de su esposa quien lo acusó de amenazarla con un cuchillo para que participara, se reveló como atrapaba a sus víctimas, mujeres jóvenes del campo, atrayéndolas mediante una promesa de trabajo, captándolas en ferias y mercados. Una vez que lograban ganar la confianza de sus víctimas, las estrangulaba con una cuerda y a continuación vendían las ropas en el mercado. Gracias al conjunto de declaraciones, fueron encontrados los cadáveres de algunas de sus víctimas en Lyon y al norte de Dagneux. 
Después de declararlo culpable por asesinar a por lo menos seis jóvenes campesinas e intentar sin éxito igual crimen con otras nueve mujeres, fue condenado a muerte y ejecutado en público en Montluel el 8 de marzo de 1862. 
Su esposa, Marianne Dumollard, fue condenada a 20 años de trabajos forzados en las galeras por complicidad.